# Judge Dredd
Juez Dredd (en el inglés original, Judge Dredd) es una serie de historietas británica, perteneciente al género de la ciencia ficción. Fue creada por el guionista John Wagner y el dibujante Carlos Ezquerra (aunque el editor Pat Mills también merece algún crédito en su desarrollo inicial) para el número 2 de la revista de historietas 2000 AD en 1977.
Su protagonista, el Juez Joseph Dredd, es un agente de la ley estadounidense en un futuro distópico donde los jueces como él reúnen en sí los poderes de policía, juez, jurado y verdugo. Dredd y sus compañeros están facultados para detener, condenar e incluso ejecutar a los criminales en el acto.
El personaje del Juez Dredd, ha inspirado canciones (I Am the Law de Anthrax) y películas (Judge Dredd protagonizada por Sylvester Stallone y Dredd, con Karl Urban).

## Trayectoria editorial
La serie se ha publicado también en otros países. En España, su primera historieta apareció en los números 8 y 9 de la revista Sargento Kirk (01-02/1983), lanzando luego editorial Zinco su propio comic book.

## Biografía ficticia
El juez Joseph Dredd y su hermano Rico Dredd son el resultado de la clonación (proyecto Janus) del ADN del Juez supremo Fargo (fue el primer juez jefe supremo de Mega-City). Su crecimiento fue artificialmente acelerado hasta tener una apariencia fisiológica propia de unos niños de 5 años, con todo el conocimiento apropiado para su edad electrónicamente implantado en sus cerebros durante la gestación. El nombre 'Dredd' fue elegido por el científico genético que lo creó, Morton Judd, para "instigar miedo en la población". Como cadetes durante las Guerras Atómicas de 2070, fueron temporalmente habilitados como Jueces con capacidades plenas, para restaurar el orden en las calles llenas de pánico. Fueron elegidos para tomar parte en el asalto a La Casa Blanca cuando el Departamento de Justicia derrocó al Presidente Booth. Ambos avanzaron deprisa dentro de la Academia de la Ley, graduándose Joseph el segundo de su clase, mientras que Rico lo hacía el primero. En ese mismo año, Joseph se ve obligado a arrestar a Rico por asesinato y corrupción. Veinte años después, cuando Rico busca venganza después de cumplir 20 años de condena, Joe se ve forzado a dispararle en defensa propia.
Joe Dredd se graduó como Juez, ascendiendo rápidamente al rango de Juez Senior. Ofreciéndosele la oportunidad de convertirse en Juez Supremo en 2101, Dredd declinó dicha oferta, prefiriendo servir en las calles impartiendo la ley.
Aunque Dredd ejerza su deber por encima de cualquier otra prioridad, su devoción no es ciega. En dos ocasiones (en 2099 y 2112), Dredd renegó del cuerpo por discrepancias con sus propios principios, pero en ambas ocasiones volvió a unirse al cuerpo.
Después de cincuenta años de servicio activo, la carrera de Dredd se acerca a su final. En 2130, es diagnosticado de cáncer de duodeno, siendo éste benigno. En 2132, Dredd fue nombrado a formar parte del Consejo de Los Cinco, la entidad gubernamental más poderosa de Mega-City Uno, donde sirvió durante dos años.

## Sistema de Jueces
Los jueces de calle actúan como policía, juez, jurado y verdugo. El Castigo Capital en Mega-City Uno es raramente impartido, mientras que las muertes por resistencia al arresto son algo común. Numerosos escritores han usado el Sistema de Jueces para satirizar políticas contemporáneas.
Los Jueces, como antes se señala, pueden ser del tipo "Jueces de calle" (los cuales patrullan la ciudad), y administrativos, o Jueces de carácter oficinista. A Dredd se le ofreció ser Juez Supremo; pero lo rechazó. La incorruptibilidad de los Jueces es supuestamente mantenida por la Unidad Jurídica Especial, aunque los Jueces de la UJE han infringido ellos mismos la ley en algunas ocasiones, el más notable casó lo perpetró el Juez Cal, el cual mató al Juez Supremo y usurpó el puesto para él mismo. Este 'Sistema de Jueces' se ha expandido por todo el mundo, con varias super-ciudades procesando métodos similares del cumplimiento de la ley. De esta manera, este modelo político se ha convertido en la más común forma de gobierno en la Tierra, con solo unas pequeñas áreas donde aún se rigen por la ley civil.

## Principales líneas argumentales
Ha habido algunas historietas del Juez Dredd que han ayudado significativamente al desarrollo del personaje o de su universo ficticio, o que representan una historia a gran escala. Estas están listadas a continuación.
- The Robot Wars (2000 AD nums. 10–17; prólogo en el num. 9) Los Jueces de Mega-City se enfrentan a una rebelión de los robots que sirven a la ciudad, liderada por el droide-carpintero Call-Me-Kenneth.
- The Return of Rico (num. 30) El hermano clon de Joe Dredd, Rico Dredd, regresa de Titán en busca de venganza por haber sido arrestado 20 años antes, pero resulta herido de un disparo del Juez y por consiguiente muerto. (La historia sirve de introducción a Rico y a la colonia penal de Titán).
- Luna-1 (múltiples historias; nums. 42–59) Dredd es nombrado Juez Marshall de Luna-1, una colonia lunar gobernada por jueces de las tres Mega-Cities. (Esta historia intruduce Luna Uno y a los Jueces de East-Meg Uno así como a la ciudad de Texas).
- The Cursed Earth (nums. 61–85): Dredd, acompañado por el motorista punk Spikes Harvey Rotten (y después el alien Tweak), lidera un pequeño grupo de jueces hacia un épico viaje a través de la Tierra Maldita, transportando la vacuna para el virus letal 2T-FRU-T que está devastando Mega-City Dos.
- The Day the Law Died (nums. 89–108; prólogos en 86–88) El tirano y loco Juez Cal, jefe de la Unidad Jurídica Especial, encarga el asesinato del Juez Supremo Goodman y asume él mismo su cargo. Mediante el lavado de cerebro de los jueces y con la ayuda de mercenarios alien, Cal logra el dominio absoluto sobre Mega-City Uno. Solo Dredd, un puñado de otros jueces y Jueces-Tutores consiguen escapar para liderar la resistencia. (Esta historia introduce a Kleggs y en ella el Juez Supremo Griffin asume el cargo del Juez Supremo Cal después de que Cal fuese asesinado por Fergee).
- Judge Death (nums. 149–151) Juez Muerte, un alien de otra dimensión, llega a Mega-City Uno. Creyendo que toda vida es un crimen, se embarca en una espiral de muertes hasta que es detenido y encarcelado. (La primera aparición de ambos Juez Muerte, y de la Psi-Juez Anderson).
- The Judge Child (nums. 156–181; epílogo en 182) Cuando el mejor médium en la división psíquica, el Psi-Judge Feyy, predice que un niño con la marca del Águila de la Justicia tendrá el poder para salvar la ciudad de un futuro desastre no especificado, dependerá de Dredd liderar la búsqueda espacial del niño. (En un intento de huir de los restrictivos confines de Mega-City Uno, esta historia introduce numerosos personajes para futuras historias y conceptos en la mitología del Juez Dredd: Judge Hershey, The Angel Gang (excepto por Fink Angel, que fue introducido más tarde), Murd the Oppressor, Y un nuevo líder de SJS, el Juez McGruder).
- Judge Death Lives! (progs 224–228) Tres hermanos del juez de muerte, Jueces Miedo, Fuego y Mortis llegan a Mega-City One para rescatarlo. Dredd y Anderson ponen fin a la matanza y siguen el cuarteto mientras huyen de vuelta a su propia dimensión nativa (conocido coloquialmente como 'Deadworld'). Los cuatro jueces oscuros son aparentemente destruidos. (Votado como el tercer mejor historia jamás impreso en el cómic en un sondeo de 2005 en el sitio web 2000ADonline, este cuento introdujo los otros tres Jueces Oscuros).
- Block Mania (progs 236–244) La contaminación de los suministros de agua perpetrada por Orlok the Assassin lleva a una guerra total entre los muchos bloques de la ciudad de Mega-City One. (Esta historia presentó a Orlok y vio la muerte del Judge Giant).
- The Apocalypse War (progs 245–270, excepto el 268) Debilitado por los efectos de Block Mania, Mega-City One es atacado e invadido por las fuerzas de East-Meg One. Casi la mitad de la ciudad (400 millones de personas) muere en ataques nucleares. Muchos más mueren por enfermedades de radiación, hambre y frío. Los jueces de las megaciudades no pueden contraatacar ya que la Ciudad Soviética está protegida por un campo de fuerza dimensional. En cambio, los jueces luchan en una guerra de guerrillas, que finalmente culmina en la destrucción de East-Meg One cuando Dredd captura un búnker de misiles soviético. (Esta historia vio la muerte del juez en jefe Griffin y McGruder asumiendo dicho papel).